# Revista científica

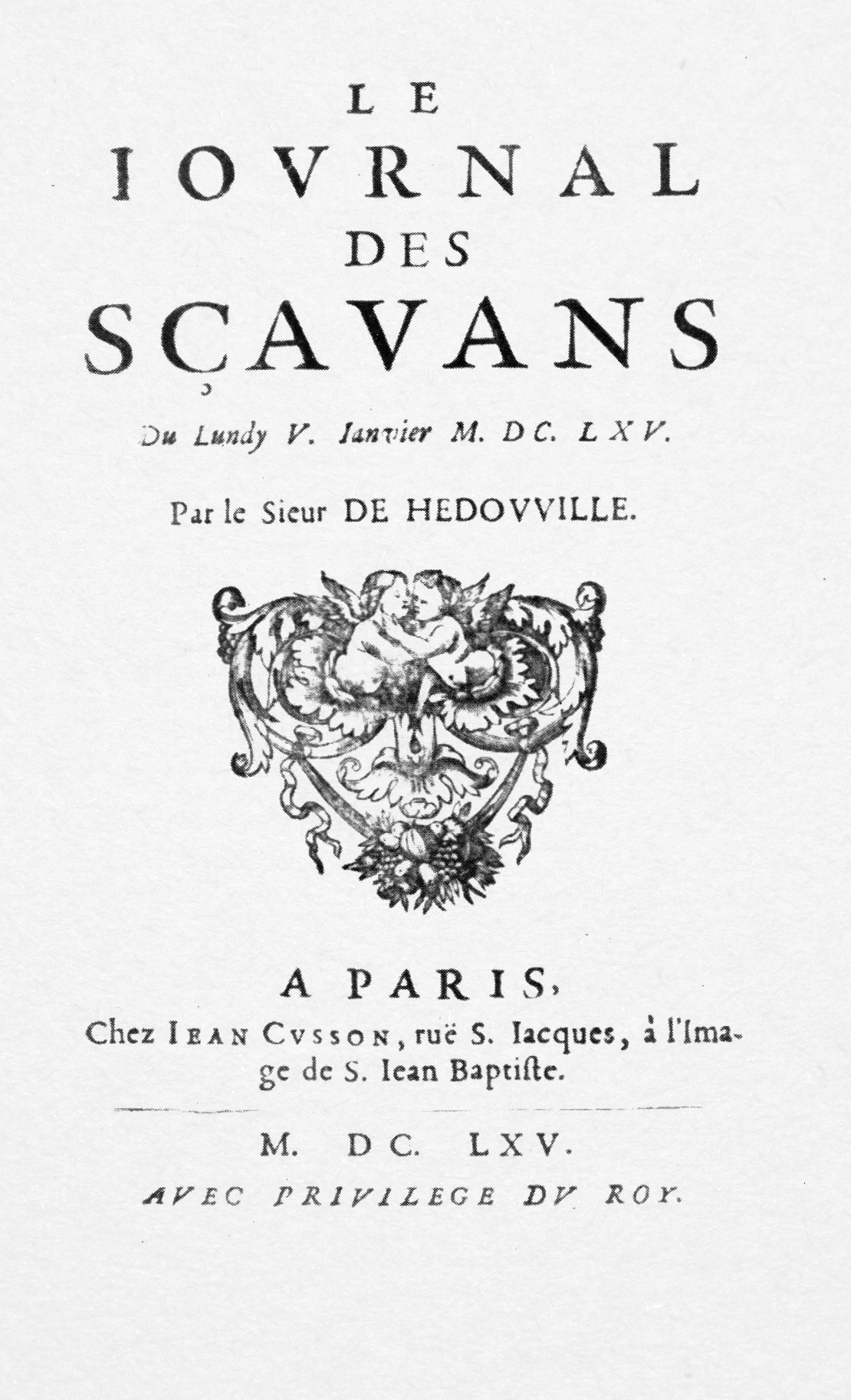
Cubierta de Le Iournal des Sçavants (1665), considerada la primera revista científica.

Una revista científica es una «publicación periódica» en la que se intenta recoger el progreso de la ciencia, entre otras cosas incluyendo informes sobre las nuevas investigaciones. Muchas de las revistas son altamente especializadas, aunque algunas de las más antiguas (como Nature y Science, por ejemplo) publican artículos en una amplia gama de campos científicos, por lo que comúnmente reciben el nombre de revistas multidisciplinarias.
Su importancia radica en su papel dentro de la comunicación científica en el cual: «La revista científica representa el registro público que organiza y sistematiza los conocimientos acumulados y es un canal indirecto y formal del mensaje científico, pues se inserta en medio de un  proceso comunicacional que se inicia con la información creada por autores (científicos), perfeccionada y formalizada por editores y revisores, ampliamente difundida por las instituciones de información y recibida por usuarios, ya sea para integrarla y aplicarla a su actividad práctica o para generar nuevos conocimientos».
Las revistas científicas de prestigio y/o reconocidas son revisadas por pares (arbitraje) dentro de la comunidad científica, en un intento de asegurar un máximo de estándares de calidad, así como validez científica; con ello, la revista científica alcanza un alto nivel de fiabilidad. Los artículos publicados en cada edición representan lo más actual en la investigación en el campo que cubre la revista.
Actualmente existen diversas herramientas de indización de revistas científicas auditadas como la Web of Science (WOS) de Clarivate Analytics y Scopus de Elsevier, o Google Scholar que colecta información de internet Google Scholar Metrics (GSM).
A diferencia de las revistas genéricas, habitualmente no se lee toda la revista, sino que se eligen los artículos a leer, según el tipo de investigación a la que está dedicado el científico.
Las revistas científicas poseen su política editorial, estableciendo el tipo de acceso a sus archivos y si estos pueden o no auto-archivarse posteriormente en repositorios institucionales. Además, estas revistas pueden especificar en su política editorial los compromisos o normas éticas a los que los autores se atienen para evitar el plagio, garantizando que sus trabajos son originales e inéditos.

## Frecuencia de publicación
No todas las revistas se publican con la misma frecuencia: las hay semanales, quincenales, mensuales, trimestrales, semestrales o anuales. También existen revistas de publicación continua, en las que los artículos son publicados a medida que su revisión y edición fue completada, sin esperar a completar un determinado número o volumen.

## Forma de publicación
De 1975 a 1995 el precio de la suscripción a las revistas científicas ha mostrado un aumento promedio anual del 7.3 por ciento, debido a factores tan diversos como la inflación, la creciente cantidad de información publicada y, sobre todo, la gran reducción en la frecuencia de suscripciones. [cita requerida]
- Publicaciones impresas
- Publicaciones en línea
- Temprana o exprés

## Tipos de textos que incluye una revista científica
Hay varios tipos de artículos científicos; la terminología exacta y definición varía de una a otra revista, pero los tipos más frecuentes son cuatro:
- Las cartas o comunicados (no confundir con las «cartas al director») son descripciones cortas de importantes hallazgos en investigación. Suelen seguir una vía más rápida de publicación porque se consideran urgentes, por lo tanto —y debido al formato de las revistas (que, por lo general, no aceptan menos de cinco páginas por artículo)— poseen un alto conocimiento técnico y no son sencillas de entender rápidamente.
- Las revisiones (conocidas en inglés como reviews) son síntesis actualizadas extensas sobre un tema en particular. Por lo general, éstas son pedidas por la misma revista a algún científico destacado en el área. Suelen tener una extensión variada, desde cinco a cincuenta páginas dependiendo de la revista. Pero son el mejor lugar para comenzar a entender un cierto tema en particular.
- Los artículos (conocidos en inglés como papers) son una descripción completa de los resultados de una investigación original. Suelen tener entre cinco y veinte páginas, pero hay variaciones importantes en función de la revista y el campo de investigación: en matemáticas y en informática teórica no son raros los artículos de más de 80 páginas.[5]
- El material suplementario, que no es precisamente el artículo per se, sino la información experimental o gráfica obtenida de los artículos originales, pero que —por problemas de espacio o claridad de exposición— se decide dejar fuera del artículo. Es común tener artículos que no muestren los datos experimentales, sino que establezcan que se pueden ver en el material suplementario.

Según la revista, también pueden encontrarse, entre otros:
- Información sobre eventos científicos.
- Críticas a artículos publicados en la misma revista y sus correspondientes réplicas.
- Reseñas de novedades editoriales en el campo disciplinar en que se inscriba la publicación.[6]

## Historia

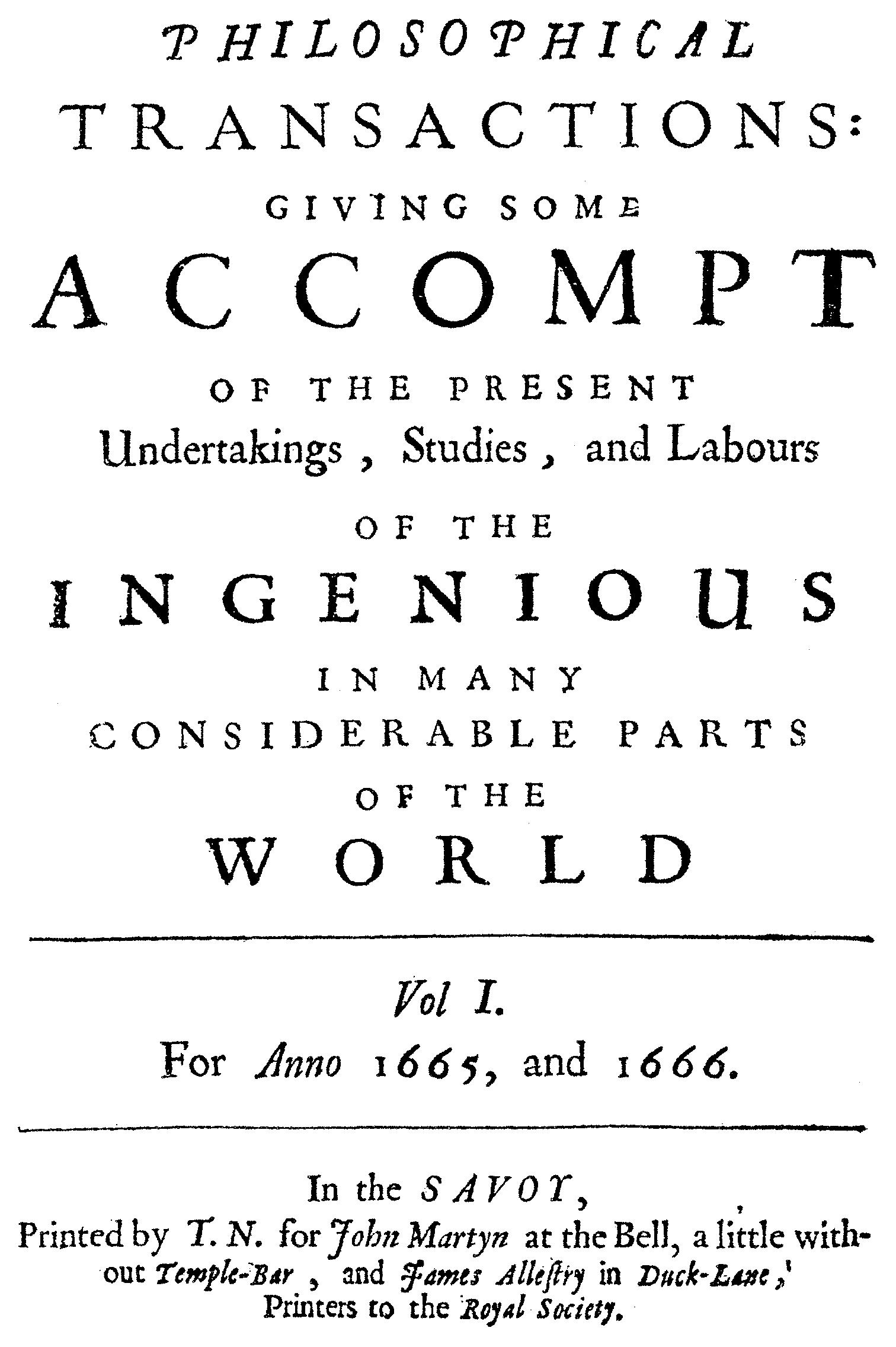
Portada del primer volumen de Philosophical Transactions of the Royal Society, segunda revista científica que se publicó.

La primera revista científica de la que se tiene constancia es la francesa Le Iournal des sçavans (en francés moderno, Journal des Savants), de 1665, seguida poco después, el mismo año, por la británica Philosophical Transactions of the Royal Society, que todavía continúa publicándose.